# Rhacophorus duboisi
Rhacophorus duboisi es una especie de ranas de la familia Rhacophoridae. Es endémica del sur de China y el norte de Vietnam.
Esta especie está en peligro de extinción por la pérdida de su hábitat natural.